# Oriol Roca Batalla
Oriol Roca Batalla (30 de abril de 1993) es un jugador de tenis español.
Roca Batalla su ranking ATP más alto de singles fue el número 162, logrado el 20 de mayo de 2024. Su ranking ATP más alto de dobles fue el número 128, logrado el 16 de octubre de 2023.
Hizo su debut en el cuadro principal de la ATP en dobles en el Torneo Conde de Godó 2015, donde recibió un wildcard junto a Gerard Granollers.
Hizo su debut individual ATP como lucky loser en el Torneo de Gstaad 2018, donde derrotó a Paolo Lorenzi en primera ronda y así conseguir su primera victoria ATP; luego perdería ante Feliciano López.

## Títulos Challenger; 2 (2 + 0)
| Leyenda             | Individuales | Dobles |
| ------------------- | ------------ | ------ |
| ATP Challenger Tour | 2            | 0      |

### Individual (2)
| N.° | Fecha                | Torneo | Superficie    | Oponente en la final | Resultado     |
| --- | -------------------- | ------ | ------------- | -------------------- | ------------- |
| 1.  | 1 de octubre de 2023 | Braga  | Tierra batida | Duje Ajduković       | 4-6, 6-1, 6-1 |
| 2.  | 18 de mayo de 2024   | Tunis  | Tierra batida | Valentin Royer       | 7-6(5), 7-5   |